# Castanea henryi
 Castanea henryi, каштан Генрі (китайською: 锥栗) — вид каштана, що походить із південно-східного Китаю.
Дерево, висотою до 30 метрів, має цінну деревину, їстівні горіхи. Як і його близький родич Castanea mollissima (китайський каштан), культивується в Китаї, виведені різні його сорти. Епітет вшановує його дослідника доктора Августина Генрі, ірландського лікаря, який вільно володів китайською мовою.
Росте в мезофітних змішаних лісах на схилах гір на висоті від 100 до 1800 метрів. Добре розвивається в місцевостях з діапазоном температур від -16 градусів за Цельсієм до +41 градуса за Цельсієм, тому його можна висаджувати в багатьох країнах із субтропічним кліматом. Вид був вперше описаний у 1899 році Сіднеєм Альфредом Сканом як Castanopsis henryi та віднесений до роду Castanea у 1916 році Альфредом Редером та Ернестом Генрі Вілсоном. Виділяють різновид Castanea henryi var.omeiensis W.P.Fang, у якого на молодих листкових пластинках є зірчасті пушкові волоски та один-три горішки у плодовій чашці. Цей таксон, можливо, є гібридом між  Castanea henryi  та Castanea mollissima.

## Опис
Castanea henryi — дерево, яке досягає 30 метрів у висоту. Короткий черешок листка довжиною від 1 до 2,5 сантиметрів. Листова пластинка має довжину від 10 до 23 сантиметрів яйцеподібної, яйцеподібно-ланцетної, еліптичної, ланцетної форм. Нижній бік вкритий жовтувато-бурими лускоподібними наростами, молоде листя злегка опушене по жилках, пізніше стає гладким. Основа листа — від округлої до загостреної, клиноподібна у молодих листків. Край листка має вузькі щетинкоподібні зубці довжиною 2-4 міліметри. Castanea henryi однодомна. Чоловічі суцвіття, сережки, мають довжину від 5 до 16 сантиметрів. Жіночі квітки зазвичай по одній, рідше по дві-три у плюсці. Плодові чашечки розташовані коротким колосом. Плодова чашка разом з приквітками має діаметр 2,5-3,5 сантиметра. Покрита злегка волохатими і схожими на шпичаки приквітками. У плюсці — один плід горіха. Вони мають діаметр від 1,5 до 2 сантиметрів, кулясто-яйцеподібні. Цвіте з травня по липень і плодоносить з вересня по жовтень. Віддає перевагу добре дренованим кислим суглинним ґрунтам, може добре розвиватися і в бідних поживними речовинами. Добре переносить спекотне південне літо.

## Поширення
Каштани були привезені до США з Азії в 1935 році Кейсоном Дж. Каллавеєм з Callaway Garden в Гамільтоні, штат Джорджія, як частина програми дослідження та імпорту рослин Міністерства сільського господарства США. Багато з вивезених сортів каштанів були уражені азійською каштановою осою. Єдиним винятком був вид Castanea henryi, який, здається, не був уражений цією хворобою. З тих пір його використовували для схрещування для отримання дерев, стійких до хворіб, що дають багато плодів. Рідне середовище — гірські схили в змішаних лісах. Його найліпша продуктивність буде в місцях з холодною зимою та жарким літом. Без цих варіацій дерево буде погано рости, але й може потерпати від морозу.
Запашні квіти розпускаються влітку на нових порослях. Солодкі каштани споживають як люди, так і тварини, наприклад вивірки та олені. Будь-який нез'їдений плід може прорости. Горіхи можна їсти як сирими, так і вареними. Сирі плоди мають гіркий смак. Після запікання насіння стає солодшим на смак і за консистенцією схоже на борошно.

## Стійкість до хворіб і шкідників
Комахи, хвороби та інші проблеми з рослинами є незначними. Це — попелиця, філоксера, каштанова оса. Стійкий до фітофторозу каштанів, стійкий до Phytophthora cinnamomi.